# 安曇野市立明科中学校
安曇野市立明科中学校（あづみのしりつ あかしなちゅうがっこう）は、長野県安曇野市明科にある市立の中学校。

## 学校教育目標[1]
- 感動する心
- 支え合う心
- やり抜く心

## 沿革[2]
- 1958年（昭和33年） - 創立
- 1960年（昭和35年） - 東校舎竣工
- 1962年（昭和37年） - プール竣工

## 学区
- 安曇野市の明科地域全域。
- 明北小学校と明南小学校を卒業した児童のほとんどがこの学校へ進学する。

## 校歌[3]
明科中学校校歌（作詞: 大沢慶輝、作曲: 井上武士）

## 生徒会活動
- 2006年（平成18年）より「明科キレイにし隊」という呼称の清掃活動が、明科地域の公共施設などで実施されている。また、ライオンズクラブと共同で花の植栽作業も行っている。
- 人権憲章　５つの項目により構成されている明科中学校の平和を願い、生徒たちが創り上げた憲章
- 文化祭 "明中祭"（めいちゅうさい）は1年に1度、10月の第1週(年によっては9月の最終週)に行われ、学年ごとに総合学習の発表、代議員会による体育祭企画、吹奏楽部の演奏会、合唱コンクールなどが行われている。

## 部活動

### 現在活動している部活動
- 吹奏楽部
- 野球部（休止状態）
- 男子バスケットボール部
- 女子バスケットボール部
- 卓球部
- 女子ソフトテニス部

### 過去に存在した部活動
- 女子バレーボール部
- サッカー部
- 美術部

## 交通
- JR篠ノ井線明科駅から徒歩約15分

## 公式サイトについて
- 公式サイトでは、校歌の紹介に加え、校歌を聴くことができるようになっている。
- また、各部活動の活動実績なども閲覧することができる。